# Tour par tour
Le tour par tour est un mécanisme présent dans divers jeux, notamment le jeu de rôle ou le jeu vidéo, dans lesquels les joueurs ne jouent pas en temps réel, mais les uns après les autres,. Ces jeux s'opposent aux jeux en temps réel. Le tour par tour évoque plusieurs genres de jeu vidéo.

## Description
Dans les jeux au tour par tour, le déroulement du jeu est divisé en parties bien définies et visibles, appelées tours. Un joueur d'un jeu par tour peut bénéficier d'une période d'analyse (parfois limitée, parfois sans limite) avant d'engager une action de jeu, assurant une séparation entre le déroulement du jeu et le processus de réflexion, qui à son tour conduit vraisemblablement à de meilleurs choix. Une fois que chaque joueur a joué son tour, le tour de jeu est terminé, et tout procédure spéciale partagée est effectuée. Le tour (complet) est alors suivi du prochain tour de jeu. Dans les jeux où le déroulement du jeu correspond à une unité de temps, les tours peuvent représenter des périodes telles que des années, des mois, des semaines ou des jours.
Les jeux au par tour se présentent sous deux formes principales selon que, dans un tour, les joueurs jouent simultanément ou à la suite.
Le terme est également utilisé pour les jeux par correspondance et se réfère aussi aux jeux par navigateur.
Dans le jeu vidéo, le tour par tour est utilisé dans les jeux de stratégie au tour par tour et les jeux de tactique au tour par tour. À l'opposé, il existe des jeux de stratégie en temps réel.